# جاكوار مارك
جاكوار مارك (بالإنجليزية: Jaguar Mark 1)‏ هي سيارة من تصنيع شركة سيارات جاكوار.